# Wuzhu (socken i Kina)
Wuzhu (kinesiska: 五竹乡, 五竹) är en socken i Kina. Den ligger i den autonoma regionen Guangxi, i den södra delen av landet, omkring 150 kilometer norr om regionhuvudstaden Nanning.
Genomsnittlig årsnederbörd är 1 962 millimeter. Den regnigaste månaden är juni, med i genomsnitt 354 mm nederbörd, och den torraste är februari, med 41 mm nederbörd.